# Таинственный остров (фильм, 2005)
«Таинственный остров» (англ. Mysterious Island) — американский приключенческий двухсерийный телефильм 2005 года по мотивам одноимённого романа (1874) Жюля Верна.

## Сюжет

### Первая серия
1865 год, в США идёт Гражданская война, Ричмонд, штат Виргиния, осаждён. Из тюремного лагеря осуществляют побег на воздушном шаре капитан Сайрус Смит, его друг Неб, Пенкрофф, две медсестры Джейн и Хелен (мать и дочь), а также случайно оказавшийся в корзине солдат по имени Лемай. Через несколько дней они уже над Тихим океаном, шар начинает падать, но им удаётся дотянуть до острова, благодаря тому, что Сайрус Смит прыгает в океан, облегчая шар.
Пятеро спасшихся обследуют остров, Лемая съедает огромный богомол. Тем временем Сайрус приходит в себя в уютном помещении. Он обследует комнаты, видит разные механизмы, выходит к подводной лодке, но людей рядом нет. Происходит встреча Сайруса и капитана Немо: последний хочет убить инженера Смита, но помощник Немо, Джозеф, который и спас Смита из воды, объясняет Немо, что Сайрус может быть полезен. Смита поселяют под замком, он узнаёт, что Немо и Джозеф живут тут уже десять лет, ставя эксперименты, а его друзья скорее всего уже мертвы, так как остров населён гигантскими опасными животными, и в спасательной экспедиции смысла нет. Тем временем Неб, Пенкрофф, Хелен и Джейн продолжают исследование острова, сталкиваясь с гигантскими комарами и крысами. На привале в пещере Хелен находит золотой медальон, который, как вскоре выясняется, является частью карты, по которой можно добраться до сокровищ острова.
Капитан пиратов Боб Гарви, у которого находится вторая половина заветного медальона, собирает команду на поиски сокровищ Таинственного острова. Первая группа из шести человек под предводительством пирата Блейка высаживается на остров. Пираты отчаянно трусят, наслышанные о дурной славе этого места, поэтому оглушают Блейка, а сами убегают, но их убивает гигантский хамелеон.
Сайрус Смит убеждается в правоте капитана Немо: выйдя из дома, он видит за огромным забором, находящимся под напряжением, гигантскую кобру. Тем не менее Немо и Джозеф находят друзей инженера и приводят всех в жилище Немо. В беседе с капитаном Немо выясняется, что он мечтает о мире без войны, а для этого готовит разрушительную бомбу: по его мнению, ни одна нация не посмеет напасть на другую, если будет знать о существовании такого супер-оружия. Немо не удаётся привлечь на свою сторону Смита, а вдобавок, увидев золотой амулет на груди Хелен, он решает, что перед ним обычные жадные искатели сокровищ и просит всех пятерых покинуть его дом. С трудом победив напавшего на них гигантского скорпиона, маленький отряд готовится выживать в этом негостеприимном месте.

### Вторая серия
Сайрус Смит, Неб, Пенкрофф и женщины блуждают по острову в поисках места, где им будет безопасно обосноваться. В поле они видят какого-то дикаря, но не успевают его догнать. Они решают поселиться в пещере на скале. Вскоре их быт вполне налажен, они строят плот, на котором планируют покинуть остров. Однажды в лесу Хелен встречает Блейка, между молодыми людьми сразу вспыхивает симпатия, но Блейк просит её никому о нём не рассказывать, а также рассказывает о ценности медальона на груди девушки. Вскоре Хелен похищает огромная птица, но её спасают Блейк и давешний дикарь. Островитяне знакомятся друг с другом — дикарь оказывается бывшим пиратом по имени Атертон, которого родной брат, Боб Гарви, бросил умирать на этом острове восемь лет назад. Атертон рассказывает о предназначении медальона, о сокровище острова и о пиратах, которые на своём корабле уже несколько недель ходят вокруг острова. Чтобы отвязаться от пиратов, Хелен ночью идёт в пещеру, чтобы вернуть медальон на место, но её захватывает следующая партия высадившихся пиратов. Свидетелем этого становится жадный до золота Пенкрофф, который следил за девушкой. Он поднимает тревогу и немедленно организуется спасательная экспедиция на пиратское судно. На корабле островитяне дают бой пиратам, освобождают Хелен, Пенкрофф забирает у капитана обе части медальона, все уплывают обратно на остров; в бою погибает Блейк. На берегу усталый отряд встречает Джозеф, который помогает островитянам современными винтовками производства капитана Немо. Сам Джозеф смертельно ранен пиратами на пути к дому. С помощью огнестрельного оружия удаётся отбить атаку пиратов, которые возвращаются на свой корабль и начинают обстрел острова из пушек. Внезапно пиратское судно взрывается — это дело рук капитана Немо.
На следующий день Пенкрофф, который утаил от всех, что обе части медальона у него, отправляется за сокровищами. Он находит два сундука с золотом, но вынести их не успевает: на него нападают гигантские пауки, один из которых убивает мужчину. На похоронах Пенкроффа появляется капитан Немо, который говорит о скорой катастрофе: вулкан взорвётся в ближайшие часы. Он говорит островитянам, где стоит годная к отплытию лодка, а сам возвращается на «Наутилус», чтобы забрать свои бумаги, где и погибает, не успев выбраться.
Сайрус Смит, Неб, Атертон, Хелен и Джейн уплывают на небольшой лодке в открытый океан.

## В ролях
- Кайл Маклахлен — капитан Сайрус Смит
- Даниэль Калверт — Хелен
- Габриэль Анвар — Джейн, её мать
- Патрик Стюарт — капитан Немо
- Рой Марсден[англ.] — Джозеф, его помощник-слуга
- Джейсон Дарр[англ.] — Пенкрофф
- Омар Гудинг[англ.] — Неб
- Винни Джонс — Боб Гарви, капитан пиратов
- Том Мисон — Блейк, бывший пират
- Крис Ларкин — Атертон
- Джеффри Джулиано — капитан Ли

## Факты
- Фильм был снят в Таиланде, большинство пиратов эпизодических ролей — тайцы[2].
- В 2006 году фильм номинировался на премию «Сатурн» в категории «Лучшая телепостановка», но не получил награды.
- Беглецы покидают военный лагерь на воздушном шаре, в котором нет такого непременного атрибута как горелка, и пролетают на нём около 8000 миль; также ни в одной сцене не показан сам шар, а видна только корзина с беглецами, отсутствует и буря, которая, собственно, и отнесла шар на такое огромное расстояние за считанные дни[3].